# Guthlac

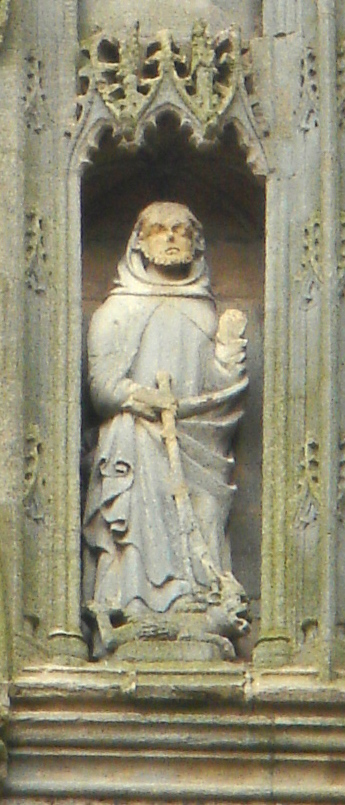
Guthlac von Croyland mit der Saint Guthlac Peitsche, die ihm der Hl Bartholomäus gegeben hatte, ihm zu Füßen ein Dämon. Croyland Abbey, 15. Jh.

Guthlac (* 673; † 11. April 714 in Croyland, England) war ein englischer Einsiedler und Heiliger. Sein Leben ist durch die von dem Mönch Felix verfasste Vita bekannt.

## Leben
Guthlac, Sohn des Penwald und der Tette entstammte einer adeligen angelsächsischen Familie. Seine Geburt wurde durch wunderbare Vorzeichen angedeutet und Guthlac fiel schon als Kind durch außerordentliche Frömmigkeit auf. Nach einigen Jahren als Krieger trat er mit 24 Jahren in das Kloster von Repton Abbey in Derbyshire ein. Bald aber wurde ihm das Klosterleben langweilig und er beschloss, dem Vorbild der orientalischen Wüstenheiligen zu folgen und zog sich mit dem Bootsmann Tatwin und seinem Diener Beccelm 699 auf die Insel Croyland zurück. Diese war nach Guthlac A eine von mehreren bewaldeten Inseln im schwarzen Wasser der Fens, im Markland (mearclond) zwischen Cambridge und der Nordsee.
Er kleidete sich in Felle und lebte in einem Grabhügel an einem „verborgenen Ort“ (duggle stowe) in einer Waldlichtung in einer Einöde (anade). Der Grabhügel (beorg) bestand aus Erdklumpen und enthielt eine Steinkammer. Ob es sich dabei um ein neolithisches Langbett, einen römischen Grabhügel, eine bronzezeitliche Steinkiste oder gar einen heidnischen angelsächsischen Grabhügel mit Holzeinbau handelte, ist in der Forschung umstritten. Der Hügel wurde bei dem Bau der Kathedrale zerstört. Guthlac überdachte die Steinkammer, um in diesem beorgseƿel zu wohnen, und errichtete ein Holzkreuz auf der Spitze des Hügels. Ein Engel gab ihm dabei hilfreiche Anweisungen. Der Tumulus war aber die angestammte Wohnstätte von zahlreichen Dämonen, die seine Schätze geplündert hatten und über den frommen Hausbesetzer und dessen eigenmächtige Umbauten verständlicherweise erbost waren. Nach der Beschreibung von Felix hatten sie große Köpfe, dünne Gesichter, eine gelbliche Gesichtsfarbe, lange Hälse, zottige Ohren, Pferdezähne, knotige Knie, geschwollene Knöchel und Spreizfüße. Sie versuchten, Guthlac gütlich zuzureden und ihm klarzumachen, dass ihm hier im Sumpf niemand Nahrung bringen werde. Sie betonen dann, dass der Hügel ihre einzige Zuflucht sei, der einzige Ort, an dem sie sich ausruhen könnten, aber auch das bewegte Guthlac, den ein Engel im Disput unterstützte, nicht zum Umzug. Er beharrte darauf, dass dieser Hügel nun seine Wohnung sei, bis er in das himmlische Jerusalem einziehe. Darauf versuchten ihn die Dämonen, indem sie ihm das Wohlleben der Mönche in einem nahegelegenen Kloster zeigten und schleppten ihn, als das nichts fruchtete, bis zu den Toren der Hölle, wo sie ihn mit ewiger Verdammnis bedrohten. Der heilige Bartholomäus, der Schutzheilige von Guthlac vertrieb sie aber und gab diesem eine Peitsche, um sie fürderhin abzuwehren. Eine Handschrift in der British Library (Harley Roll Y.6) zeigt Guthlac mit der Peitsche im Kampf gegen die nun heimatlosen Dämonen.
Guthlac fastete tagsüber und aß auch des Nachts nur Gerstenbrot und trank Sumpfwasser. Nicht weiter überraschend wurde er wiederholt von Sumpffieber befallen. Guthlac freundete sich mit den Tieren der Umgegend an und fütterte die Vögel, die ihm aus der Hand fraßen. Mit den Einheimischen hatte er dagegen wenig Umgang, sie galten ihm als Wilde. Seine Schwester Pega überredete ihn schließlich, bei Tage zu essen, worauf er sie von der Insel verwies.
Bald geriet er in den Ruch der Heiligkeit und Scharen von Pilgern besuchten seinen Grabhügel. Auch Æthelbald, der Neffe von Penda, der vor seinem Vetter Ceolred geflohen war, verbrachte einige Zeit in der Einsiedelei. Bischof Hedda suchte ihn auf und weihte ihn zum Priester.
Nach 15 Jahren sagte Guthlac seinen Tod voraus und starb nach sieben Tagen. Seine Schwester Pega bestattete ihn in seinem Oratorium, das Hedda geweiht hatte.
Nach seinem Tode erschien Guthlac Æthelbald in einer Vision und sagte ihm voraus, dass er König von Mercia werden würde, was sich auch erfüllte. An seinem Grab ereigneten sich zahlreiche Wunder.
An der Stelle der Einsiedelei ließ 716 Æthelbald in Erfüllung eines Gelübdes nach Ordericus Vitalis die Abtei von Croyland errichtet. Kenulph von Evesham wurde der erste Abt.
Die Mönche folgten der Regel des heiligen Benedikt. Ein normannischer Torbogen aus dem 12. Jh. ist sehenswert. Heute wird das nördliche Seitenschiff aus dem 15. Jh. als anglikanische Pfarrkirche genutzt.
Guthlacs Festtag ist der 11. April. Er gilt als der Schutzheilige der Archäologen.

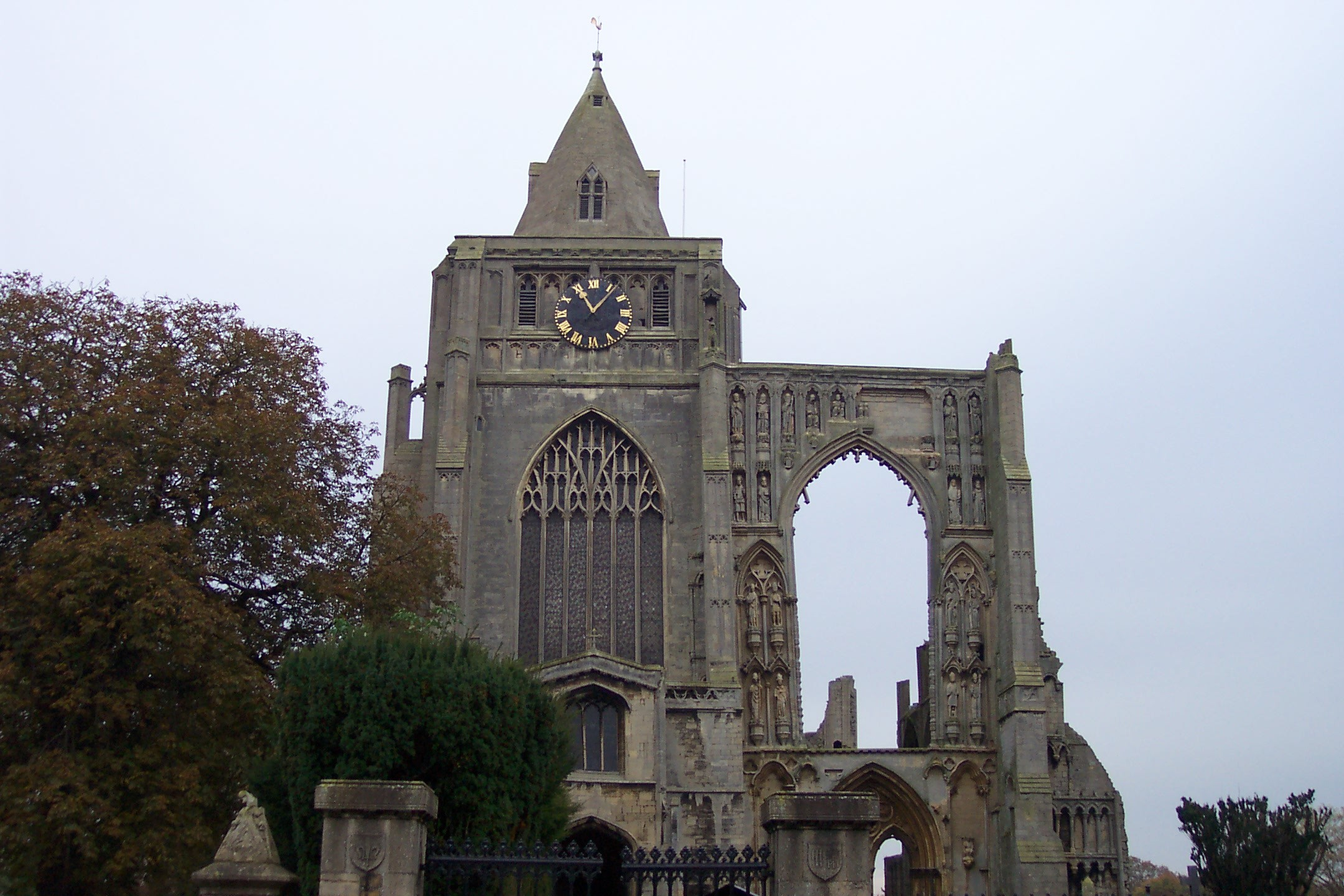
Abtei von Croyland